# UFC Fight Night: Assunção vs. Moraes 2
UFC Fight Night: Assunção vs. Moraes 2 (también conocido como UFC Fight Night on ESPN+ 2 o UFC Fight Night 144) fue un evento de artes marciales mixtas producido por Ultimate Fighting Championship que tuvo lugar el 2 de febrero de 2019 en el Centro de Formação Olímpica do Nordeste en Fortaleza, Brasil.

## Historia
El evento fue el tercero que la promoción hizo en Fortaleza, capital del estado de Ceará en Brasil, anteriormente UFC on Fuel TV: Nogueira vs. Werdum en junio de 2013 y UFC Fight Night: Belfort vs. Gastelum en marzo de 2017.
Un revancha entre Raphael Assunção y Marlon Moraes ha sido establecida para servir como el evento estelar de la noche. Se enfrentaron previamente en junio de 2017 en UFC 212 con Assunção ganando la pelea vía decisión dividida.
Como resultado de la cancelación de UFC 233, un combate de peso mediano entre Markus Perez y el recién llegado Anthony Hernandez fue reprogramado para este evento.
Un combate de peso paja entre Marina Rodríguez y Alexa Grasso fue programado para este evento. Sin embargo, fue informado el 17 de enero que Rodriguez abandonó la pelea por una lesión en la mano. El combate fue reprogramado para UFC on ESPN: Barboza vs. Gaethje.
Dmitry Sosnovskiy enfrentaría a Junior Albini en el evento. Sin embargo, Sosnovskiy fue sacado de la pelea a comienzos de enero después de pasar por una cirugía para tratar una lesión. Albini ahora enfrentará al recién llegado Jairzinho Rozenstruik.
En el pesaje, Frota y Bibulatov no dieron el peso para sus respectivas peleas. Frota pesó 123 libras, 7 libras por encima del límite de la división de peso paja (116 lbs). Mientras que Bibulatov pesó 127 libras, una libra por encima del límite de la división de peso mosca (126 lbs). Ambos peleadores fueron multados con el 40 y 20% de su respectivo pago el cual irá para sus rivales y sus combates proseguiran en un peso acordado.

## Resultados
1. ↑  A Teymur se le descontó un punto por piquetes a los ojos.

## Bonificaciones
Los siguientes peleadores recibieron $50,000 en bonos:
- Actuación de la Noche: Marlon Moraes, José Aldo, Charles Oliveira y Johnny Walker